# ブロニスワフ・マリノフスキ
ブロニスワフ・カスペル・マリノフスキ（ポーランド語: Bronisław Kasper Malinowski、1884年4月7日 - 1942年5月16日）は、ポーランド出身のイギリスの人類学者。
日本語では「ブロニスロゥ・カスパル・マリノウスキー」、「ブロニスロウ・キャスパー・マリノフスキー」と表記されることもあるが、「ブロニスワフ・カスペル・マリノフスキ」のほうがよりポーランド語の原音に近い表記である。

## 生涯
オーストリア＝ハンガリー帝国領だったクラクフ大公国の首都クラクフ（現在のポーランド）に生まれる。父は貴族でありスラヴ語の教授だったが、ブロニスワフが幼い頃に死亡し、母との2人暮らしをおくる。ヤギェウォ大学で数学と物理学を専攻し、1908年に学位を取得した。その後ライプツィヒ大学で2年ほど学び、そこでヴィルヘルム・ヴントの民族心理学に影響を受ける。関心領域を人類学に移したマリノフスキは、ジェームズ・フレイザーなどの研究を知り、当時人類学でもっとも有名だったイギリスへの渡航を決意。1910年にロンドン・スクール・オブ・エコノミクス（LSE）で人類学を研究した。

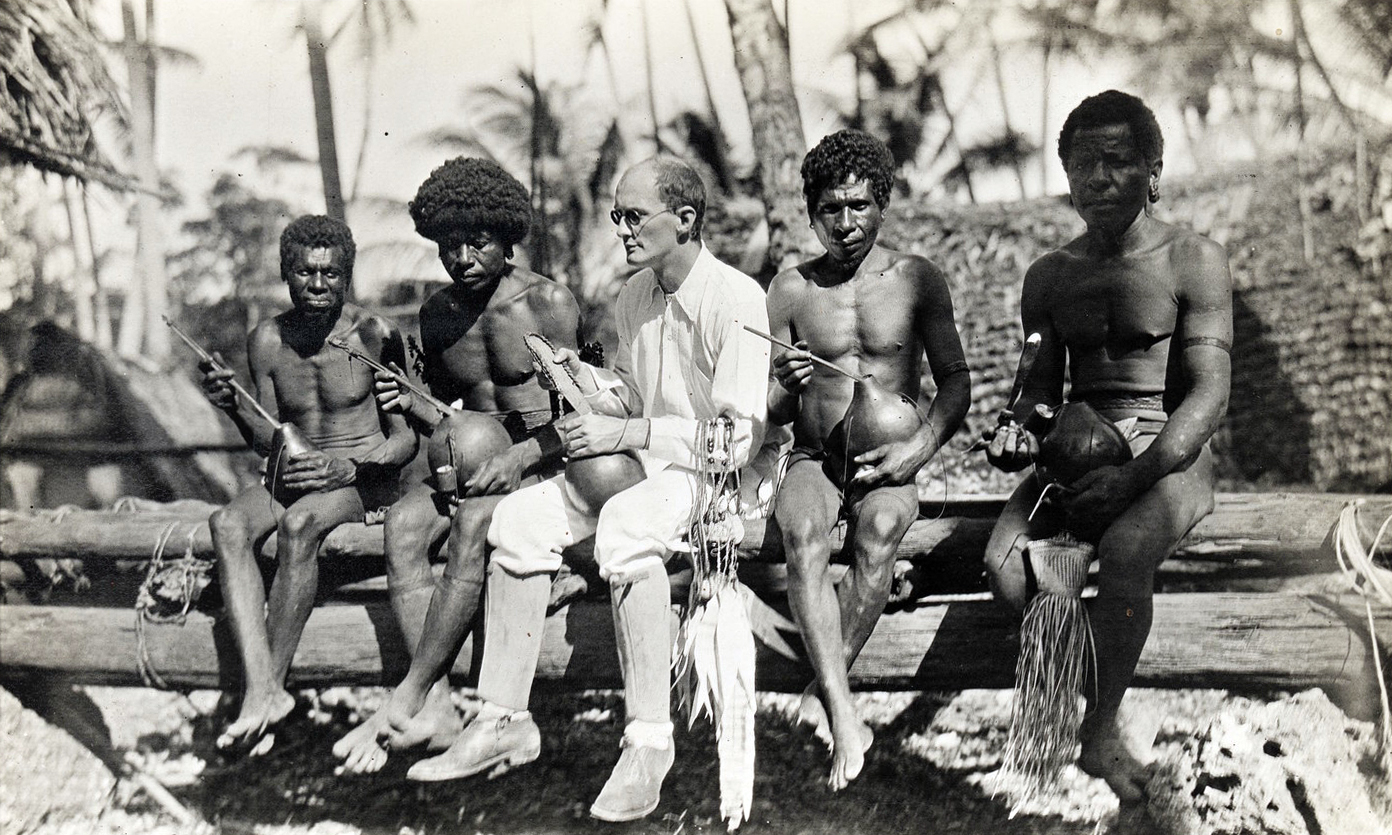
トロブリアンド諸島での現地調査(1918年)

1913年、アボリジニについての文献研究を『オーストラリア・アボリジニの家族』として発表。翌1914年には、作曲家のカロル・シマノフスキと並んで幼少のころからの親友の一人であったポーランドの作家スタニスワフ・イグナツィ・ヴィトキェヴィチとともにオーストラリアを旅行するが、同年に第一次世界大戦が勃発、イギリスはドイツに宣戦布告した。オーストリア国籍だったマリノフスキはイギリス領内で敵国人扱いされ、出国が不可能となった（他方でロシア国籍だったヴィトキェーヴィッチはすぐに出国を決意し、ロシア軍に入隊する）。しかしパプアニューギニアに行くことは可能であったため、マリノフスキは最初はマイルー島、次にニューギニア島東沖にあるトロブリアンド諸島のフィールドワークに取り掛かる。こうしてマリノフスキは、長期にわたって現地の人々と行動を共にし、その生活の詳細な観察を行うこととなり、人類学研究に初めて参与観察と呼ばれる研究手法が導入されることとなった。
1919年にメルボルンへ帰り、化学者の娘だったエルシー・ロザリン・メーソンと結婚する。1924年からはロンドン・スクール・オブ・エコノミクスで人類学の講座を担当し、1927年には主任教授に就任する。当時のロンドンの自宅には毎日のように学生や知人が訪問し、妻は睡眠をとるために他の家へ出かけたこともあるという。その後、第二次世界大戦が勃発すると、マリノフスキはアメリカ合衆国に定住し、イェール大学の客員教授となる。
1934年にマリノフスキはラドクリフ＝ブラウンら若い人類学者たちとアフリカ総合研究プロジェクトを立ち上げ、アフリカの南部と東部にフィールドワークを兼ねた調査旅行に向かう。ちなみにケニアの初代大統領で人類学者としても有名なジョモ・ケニヤッタは、1935年からロンドン・スクール・オブ・エコノミクスでマリノフスキの指導の下で人類学を研究しており、彼の著作『ケニア山をのぞんで』（1938年）の序文はマリノフスキが書いた。また、1941年から42年までメキシコのオアハカ州の調査旅行に出かけてもいる。1942年にイェール大学のあるコネチカット州南部の街ニューヘイブンで死去した。
没後、夫人により編集刊行された『マリノフスキー日記』によって、フィールドにおけるラポール関係の神話（被調査者と調査者との信頼関係による成果）が虚説であることが明らかにされた。

## 思想
- マリノフスキが文化を捉える態度は、これまでの進化主義的な人類学と区別して機能主義人類学と呼ばれる。それは現存する文化を、相互に関係して働いている諸要素の集合体として捉え、それら諸要素が文化形成に及ぼす機能を分析する手法のことを指している。
- トロブリアンド諸島での調査の成果は、彼の主著である『西太平洋の遠洋航海者』（Argonauts of the Western Pacific）として1922年に発表される。この本の中でマリノフスキはクラと呼ばれる島と島の間で行われる財貨（腕輪や首飾り）の交易を分析し、クラが経済的な財の交換だけでなく、島と島を結ぶ社会秩序の形成と持続の機能も果たす儀礼的な制度であることを明らかにした。
- マリノフスキは晩年にかけて、メキシコのオアハカ州でサポテカ族の市場から文化的諸関係を研究しようと構想していたが、彼の死去により途絶し、J・デ・ラ・フエンテとの共著のみがのこされた。

## 主要な著作
- The Trobriand Islands 1915年
- Argonauts of the Western Pacific 1922年
  - 『西太平洋の遠洋航海者』（泉靖一・増田義郎編訳『世界の名著（59）マリノフスキー／レヴィ＝ストロース』所収、中央公論社、初版1967年）- 序文ジェームズ・フレイザー
  - 改訂版『西太平洋の遠洋航海者』（増田義郎訳、講談社学術文庫、2010年）
- Myth in Primitive Society 1926年
  - 国分敬治訳『神話と社会』、創元社、1941年
- Crime and Custom in Savage Society 1926年
  - 『未開社会における犯罪と慣習』（青山道夫訳、日本評論新社、1955年）
- Sex and Repression in Savage Society 1927年
  - 『未開社会における性と抑圧』（安部年晴、真崎義博訳、社会思想社、1972年／ちくま学芸文庫、2017年）
- The Sexual Life of Savages in North-Western Melanesia 1929年
  - 『未開人の性生活』（泉靖一、蒲生正男、島澄訳、新泉社、1968年）
- Coral Gardens and Their Magic 1935年
- The Scientific Theory of Culture 1944年
  - 『文化の科学理論』（姫岡勤、上子武次訳、岩波書店、1958年）
- Magic, Science, and Religion 1948年
  - 『呪術・科学・神話』（宮武公夫・高橋巌根訳〔抄訳〕、人文書院、1997年）
- The Dynamics of Culture Change 1945年
  - 『文化変化の動態―アフリカにおける人種関係の研究』（藤井正雄訳、理想社、1963年）
- Sex, Culture and Myth 1962年
  - 第一章が『性・家族・社会』（梶原景昭訳、人文書院、1993年）で抜粋訳
- A Diary In the Strict Sense of the Term 1967年
- Malinowski in Mexico: The Economics of a Mexican Market System 1984年
  - 『市の人類学』（J・デ・ラ・フエンテとの共著、信岡奈生訳、平凡社、1987年）